# Poggiridenti
Poggiridenti är en ort och kommun i provinsen Sondrio i regionen Lombardiet i Italien. Kommunen hade 1 871 invånare (2018).